# Bad Thief, Good Thief
Bad Thief, Good Thief (en hangul, 도둑놈379, 도둑님; RR: Dodungnom, 5.45 Dodungnim) es una serie televisiva surcoreana dirigida por Oh Kyung-hoon y Jang Joon-ho, y protagonizada por Ji Hyun-woo, Seohyun, Kim Ji-hoon y Lim Ju-eun. Se emitió en MBC los sábados y domingos a las 22:00 (KST) del 13 de mayo al  5 de noviembre de 2017, por un total de 50 episodios.

## Sinopsis
La historia de los descendientes de los activistas coreanos durante el dominio colonial japonés. La trama principal se centra en los tres mapas que muestran dónde se esconden los tesoros de Corea. Descendientes de activistas coreanos los buscan para evitar que excolaboradores projaponeses los encuentren y se apoderen de ellos, y estos últimos hacen lo mismo, pero utilizan los peores medios para lograrlo.

## Reparto

### Principal
- Ji Hyun-woo como Jang Dol-mok / Kim Soo-hyun. Descendiente de Baek-san. Su padre adoptivo oculta su identidad, ya que él es la clave para encontrar el mapa del tesoro.
  - Kim Kang-hoon como el joven Jang Dol-mok.
- Seohyun como Kang So-joo. Una mujer policía convertida en investigadora  para luchar contra los funcionarios abusivos.
  - Moon So-hee como la joven Kang So-joo.
- Kim Ji-hoon como Han Joon-hee / Jang Min-jae. El hermano desaparecido de Dol-mok. Guarda rencor por su amargo pasado y promete cambiar su desafortunada vida.[2]
  - Nam Da-reum como el joven Jang Min-jae.
  - Moon Woo-jin como el niño Jang Min-jae.
- Lim Ju-eun como Yoon Hwa-young. La amiga de So-joo se vuelve enemiga. Un lobo con piel de cordero. Le gusta llamar la atención de todos. Parece que le gusta Joon-hee, pero en realidad solo se siente frustrada porque él no muestra signos de que le guste.[3]
  - Kang Ji-woo como la joven Yoon Hwa-young.

### Secundario

#### Personas cercanas a Jang Dol-mok
- Ahn Kil-kang como Jang Pan-soo.
- Jung Kyung-soon como Park Ha-kyung.
- Shin Eun-jung como Min Hae-won.

#### Personas cercanas a Kang So Joo
- Kim Jung-tae como Kang Sung-il, padre de So Joo.

#### Familia de Yoon Joong-tae y familia Hong
- Choi Jong-hwan como Yoon Joong-tae.
- Choi Su-rin como Hong Shin-ae.
- Jang Gwang como Hong Il-kwon.[4]
- Seo Yi-sook como Hong Mi-ae.
- Kim Jin-ho como Lee Chang-young.
- Han Jae-suk como Lee Yoon-ho.
  - Jeon Jin-seo como el joven Lee Yoon-ho.
- Han Jung-soo como Choi Tae-suk.

#### Extendido
- Lee Joo-sil como Kim Soon-chun.
- Lee Jung-eun como Kwon Jung-hee.
- Woo Hee-jin como Park Sun-jin.
- Lee Se-chang como Lee Eun-suk.
- Lee Sang-woo como Oh Song-sik.
- Yoon Ji-won como Go Eun-ji.
- Ryu Ji-an como Park Yeo-wool.
- Shorry J como Heo Jong-bum.
- Kim Joon-won como Choi Kang-gyu.
- Lee Bong-won como Nam Jong-hab.
- Jo Duk-hyun como Kim Chan-gi.
- Kang Ji-won como el secretario Heo.
- Ko Byung-wan como Song Gook-hyun.
- Son Sang-yeon como un estudiante.

#### Apariciones especiales
- Kim Dae-sung.
- Kim Young-hee.
- Yoon Yong-hyun como Lee Chul-ho.

## Índices de audiencia
En la tabla siguiente, en azul aparecen los índices más bajos, y en rojo los más altos.
| Episodio | Fecha de emisión         | Índice de audiencia | Índice de audiencia | Índice de audiencia | Índice de audiencia |
| Episodio | Fecha de emisión         | TNmS Ratings        | TNmS Ratings        | AGB Nielsen         | AGB Nielsen         |
| Episodio | Fecha de emisión         | Nacional            | Seúl                | Nacional            | Seúl                |
| -------- | ------------------------ | ------------------- | ------------------- | ------------------- | ------------------- |
| 1        | 13 de mayo de 2017       | 8.7% (9.ª)          | 9.4% (7.ª)          | 9.1% (7.ª)          | 9.2% (7.ª)          |
| 2        | 14 de mayo de 2017       | 9.6% (9.ª)          | 9.7% (8.ª)          | 8.9% (11.ª)         | 9.0% (11.ª)         |
| 3        | 20 de mayo de 2017       | 6.8% (14.ª)         | 7.4% (7.ª)          | 6.6% (15.ª)         | 7.1% (11.ª)         |
| 4        | 21 de mayo de 2017       | 8.8% (11.ª)         | 8.8% (13.ª)         | 9.4% (10.ª)         | 9.4% (10.ª)         |
| 5        | 27 de mayo de 2017       | 9.7% (8.ª)          | 9.5% (5.ª)          | 9.5% (7.ª)          | 9.2% (7.ª)          |
| 6        | 28 de mayo de 2017       | 11.0% (7.ª)         | 11.6% (4.ª)         | 11.6% (7.ª)         | 11.7% (7.ª)         |
| 7        | 3 de junio de 2017       | 8.9% (9.ª)          | 9.3% (5.ª)          | 10.4% (5.ª)         | 10.1% (5.ª)         |
| 8        | 4 de junio de 2017       | 10.4% (5.ª)         | 11.2% (6.ª)         | 10.7% (8.ª)         | 10.3% (10.ª)        |
| 9        | 10 de junio de 2017      | 9.4% (7.ª)          | 10.4% (5.ª)         | 10.8% (5.ª)         | 11.1% (3.ª)         |
| 10       | 11 de junio de 2017      | 11.7% (5.ª)         | 11.5% (6.ª)         | 11.8% (6.ª)         | 11.9% (6.ª)         |
| 11       | 17 de junio de 2017      | 9.3% (6.ª)          | 9.6% (5.ª)          | 11.6% (5.ª)         | 12.1% (5.ª)         |
| 12       | 18 de junio de 2017      | 11.4% (5.ª)         | 11.2% (6.ª)         | 13.2% (4.ª)         | 12.7% (5.ª)         |
| 13       | 24 de junio de 2017      | 9.7% (6.ª)          | 10.4% (5.ª)         | 10.4% (6.ª)         | 10.3% (7.ª)         |
| 14       | 25 de junio de 2017      | 10.2% (7.ª)         | 9.8% (8.ª)          | 12.3% (5.ª)         | 12.1% (6.ª)         |
| 15       | 1 de julio de 2017       | 8.5% (11.ª)         | 9.6% (5.ª)          | 10.9% (5.ª)         | 11.3% (5.ª)         |
| 16       | 2 de julio de 2017       | 11.3% (7.ª)         | 11.9% (5.ª)         | 11.0% (10.ª)        | 11.0% (10.ª)        |
| 17       | 8 de julio de 2017       | 10.5% (8.ª)         | 11.2% (5.ª)         | 10.5% (5.ª)         | 10.6% (5.ª)         |
| 18       | 9 de julio de 2017       | 11.0% (9.ª)         | 11.8% (8.ª)         | 11.9% (7.ª)         | 11.4% (8.ª)         |
| 19       | 15 de julio de 2017      | 10.1% (6.ª)         | 10.9% (5.ª)         | 10.4% (6.ª)         | 10.4% (6.ª)         |
| 20       | 16 de julio de 2017      | 11.9% (8.ª)         | 12.9% (4.ª)         | 12.0% (9.ª)         | 12.1% (7.ª)         |
| 21       | 22 de julio de 2017      | 10.5% (5.ª)         | 10.1% (6.ª)         | 9.9% (7.ª)          | 9.8% (6.ª)          |
| 22       | 23 de julio de 2017      | 11.3% (7.ª)         | 11.0% (9.ª)         | 11.3% (8.ª)         | 11.1% (10.ª)        |
| 23       | 29 de julio de 2017      | 10.1% (10.ª)        | 10.0% (6.ª)         | 9.7% (7.ª)          | 9.5% (8.ª)          |
| 24       | 30 de julio de 2017      | 11.8% (5.ª)         | 11.7% (4.ª)         | 11.9% (5.ª)         | 11.5% (6.ª)         |
| 25       | 5 de agosto de 2017      | 9.2% (8.ª)          | 9.6% (6.ª)          | 9.4% (8.ª)          | 9.0% (8.ª)          |
| 26       | 6 de agosto de 2017      | 10.1% (9.ª)         | 10.3% (9.ª)         | 10.8% (8.ª)         | 10.5% (9.ª)         |
| 27       | 12 de agosto de 2017     | 8.9% (9.ª)          | 8.4% (7.ª)          | 8.6% (10.ª)         | 8.4% (8.ª)          |
| 28       | 13 de agosto de 2017     | 10.3% (9.ª)         | 10.5% (9.ª)         | 10.5% (8.ª)         | 10.2% (8.ª)         |
| 29       | 19 de agosto de 2017     | 9.9% (6.ª)          | 9.8% (6.ª)          | 9.6% (8.ª)          | 9.6% (8.ª)          |
| 30       | 20 de agosto de 2017     | 9.4% (9.ª)          | 9.2% (9.ª)          | 11.0% (9.ª)         | 10.8% (10.ª)        |
| 31       | 26 de agosto de 2017     | 9.1% (7.ª)          | 8.2% (7.ª)          | 8.7% (9.ª)          | 8.6% (8.ª)          |
| 32       | 27 de agosto de 2017     | 10.6% (9.ª)         | 9.9% (9.ª)          | 12.1% (6.ª)         | 12.1% (7.ª)         |
| 33       | 2 de septiembre de 2017  | 6.7% (19.ª)         | 6.7% (12.ª)         | 8.0% (12.ª)         | 7.9% (11.ª)         |
| 34       | 3 de septiembre de 2017  | 10.0% (7.ª)         | 10.0% (8.ª)         | 10.5% (8.ª)         | 10.2% (9.ª)         |
| 35       | 9 de septiembre de 2017  | 7.9% (11.ª)         | 7.6% (10.ª)         | 8.0% (10.ª)         | 7.6% (11.ª)         |
| 36       | 10 de septiembre de 2017 | 9.5% (7.ª)          | 8.1% (12.ª)         | 10.2% (8.ª)         | 9.9% (8.ª)          |
| 37       | 16 de septiembre de 2017 | 7.7% (14.ª)         | 7.9% (8.ª)          | 8.4% (12.ª)         | 8.1% (10.ª)         |
| 38       | 17 de septiembre de 2017 | 9.9% (6.ª)          | 9.6% (6.ª)          | 11.4% (4.ª)         | 10.6% (4.ª)         |
| 39       | 23 de septiembre de 2017 | 7.7% (11.ª)         | 6.6% (11.ª)         | 8.3% (7.ª)          | 8.0% (7.ª)          |
| 40       | 24 de septiembre de 2017 | 10.5% (5.ª)         | 10.6% (6.ª)         | 11.8% (4.ª)         | 11.2% (4.ª)         |
| 41       | 30 de septiembre de 2017 | 7.8% (13.ª)         | 7.5% (9.ª)          | 8.5% (10.ª)         | 8.4% (8.ª)          |
| 42       | 1 de octubre de 2017     | 9.8% (6.ª)          | 9.8% (4.ª)          | 11.6% (4.ª)         | 10.9% (6.ª)         |
| 43       | 8 de octubre de 2017     | 10.1% (6.ª)         | 10.3% (4.ª)         | 11.4% (5.ª)         | 11.6% (5.ª)         |
| 44       | 8 de octubre de 2017     | 8.9% (7.ª)          | 8.8% (8.ª)          | 11.7% (4.ª)         | 11.7% (4.ª)         |
| 45       | 14 de octubre de 2017    | 7.8% (11.ª)         | 7.6% (9.ª)          | 8.3% (10.ª)         | 7.8% (10.ª)         |
| 46       | 15 de octubre de 2017    | 10.6% (6.ª)         | 9.7% (6.ª)          | 12.5% (5.ª)         | 12.3% (5.ª)         |
| 47       | 28 de octubre de 2017    | 9.6% (4.ª)          | 9.6% (4.ª)          | 9.6% (4.ª)          | 9.6% (5.ª)          |
| 48       | 28 de octubre de 2017    | 11.8% (2.ª)         | 11.9% (2.ª)         | 11.8% (2.ª)         | 11.1% (2.ª)         |
| 49       | 5 de noviembre de 2017   | 9.2% (8.ª)          | 8.5% (7.ª)          | 9.9% (6.ª)          | 9.5% (7.ª)          |
| 50       | 5 de noviembre de 2017   | 12.2% (5.ª)         | 11.6% (6.ª)         | 13.4% (5.ª)         | 12.4% (5.ª)         |
| Promedio | Promedio                 | 9.76%               | 9.78%               | 10.44%              | 10.26%              |

## Premios y nominaciones
| Año  | Premio                  | Categoría                                            | Candidato    | Resultado | Ref.  |
| ---- | ----------------------- | ---------------------------------------------------- | ------------ | --------- | ----- |
| 2017 | 10th Korea Drama Awards | Mejor actriz revelación                              | Seohyun      | Nominada  | [ 7 ] |
| 2017 | 2017 MBC Drama Awards   | Newcomer Award: Mejor actriz revelación              | Seohyun      | Ganadora  | [ 8 ] |
| 2017 | 2017 MBC Drama Awards   | Actriz de gran excelencia (serie de fin de semana)   | Seohyun      | Nominada  |       |
| 2017 | 2017 MBC Drama Awards   | Premio Golden Acting, Actor (serie de fin de semana) | Ahn Gil-kang | Ganador   |       |